# 牛頓米
牛頓米（英語：Newton meter，又作Newton-meter）是國際單位制中一個量度力矩的導出單位，符號為N m或N·m。一牛頓米相等於，1牛頓的力垂直作用於1米長的力矩臂上。
因為它跟能量的量綱是一樣的，所以有時它會被用作能量的單位，但是並不普遍，這個時候它跟更普遍的能量單位——國際單位制的能量單位焦耳是一樣的。在這個不一樣的用法裏，米這個字代表的是移動的距離，或是順着力方向的位移，而不是像在表示力矩時，支點的垂直距離。由於這樣用的話會看不出牛頓米所表示的物理量，究竟是力矩還是能量，所以國際度量衡局並不鼓勵這種用法。
用N·m量度的力矩，可以用作計算所耗的焦耳，這時只需把它乘上物體順力矩所移動的角度（用弧度表示）即可。也可以用它來計算到底輸出了多少個瓦特的功率，只需把它乘上物體轉動的速度（單位為每秒弧度）。

## 換算因子
- 1 牛頓米 = 0.7375621 英尺磅力（又叫“英尺磅”）
- 1 千克力米 = 9.80665 N·m[5][6]
- 1 英尺磅力（又叫“英尺磅”） = 1 磅力英尺（又叫“磅英尺”） ≈ 1.3558 N·m
- 1 英寸盎司力 = 7.0615518 mN·m
- 1 達因厘米 = 10−7 N·m